# Біла-Равська (гміна)
Гміна Біла-Равська (пол. Gmina Biała Rawska) — місько-сільська гміна у центральній Польщі. Належить до Равського повіту Лодзинського воєводства.
Станом на 31 грудня 2011 у гміні проживало 11576 осіб.

## Площа
Згідно з даними за 2007 рік площа гміни становила 208.41 км², у тому числі:
- орні землі: 85.00%
- ліси: 9.00%

Таким чином, площа гміни становить 32.23% площі повіту.

## Населення
Станом на 31 грудня 2011:
| Опис     | Загалом | Загалом | Чоловіки | Чоловіки | Жінки | Жінки |
| -------- | ------- | ------- | -------- | -------- | ----- | ----- |
| одиниця  | осіб    | %       | осіб     | %        | осіб  | %     |
| все      | 11576   | 100     | 5779     | 49.92    | 5797  | 50.08 |
| міське   | 3248    | 100     | 1601     | 49.29    | 1647  | 50.71 |
| сільське | 8328    | 100     | 4178     | 50.17    | 4150  | 49.83 |

## Сусідні гміни
Гміна Біла-Равська межує з такими гмінами: Блендув, Ковеси, Мщонув, Новий Кавенчин, Рава-Мазовецька, Реґнув, Садковіце.